# Uroplectes silvestrii
Espèce
Uroplectes silvestrii est une espèce de scorpions de la famille des Buthidae.

## Distribution
Cette espèce est endémique de l'État d'Ogun au Nigeria. Elle se rencontre vers Odeda.

## Description
Le tronc du juvénile holotype mesure 16 mm et la queue 8,5 mm.

## Étymologie
Cette espèce est nommée en l'honneur de Filippo Silvestri.

## Publication originale
- Borelli, 1913 : « Scorpioni raccolti dal prof. F. Silvestri nell'Africa occidentale. » Bollettino del Laboratorio di Zoologia Generale e Agraria della Reale Scuola Superiore d'Agricoltura in Portici, vol. 7, p. 218-220 (texte intégral).